# Srećko Horvat
Pour les articles homonymes, voir Horváth.
 (juin 2016).
Si vous disposez d'ouvrages ou d'articles de référence ou si vous connaissez des sites web de qualité traitant du thème abordé ici, merci de compléter l'article en donnant les références utiles à sa vérifiabilité et en les liant à la section « Notes et références ».
Srećko Horvat (né en 1983) est un philosophe croate, auteur et militant. Certains de ses écrits sont notamment parus dans The Guardian, Al Jazeera et The New York Times.
Il est l'un des fondateurs du Mouvement pour la démocratie en Europe 2025 (DiEM25), mouvement lancé en 2016, avec Yánis Varoufákis notamment.

### En anglais
- What does Europe want? The Union and its Discontents (avec Slavoj Žižek), Istros Books, 2013 ; préface d'Aléxis Tsípras

### En français
- Sauvons-nous de nos sauveurs, Éditions Lignes, 2013 ; préface d'Aléxis Tsípras
- La poésie du futur – Manifeste pour un mouvement de libération mondial, Éditions Zulma, 2021; Traduit de l’anglais par Laurent Bury

### En allemand
- Nach dem Ende der Geschichte - vom Arabischen Frühling zur Occupy-Bewegung, Laika-Verlag, Hambourg, 2013
- Was will Europa? – Rettet uns vor den Rettern (avec Slavoj Žižek), Laika-Verlag, Hambourg, 2013

### En croate
- Što Europa želi? (avec Slavoj Žižek), Algoritam, Zagreb, 2013
- Pažnja! Neprijatelj prisluškuje, Naklada Ljevak, Zagreb, 2011
- Pravo na pobunu (avec Igor Štiks), Fraktura, Zagreb, 2010
- Ljubav za početnike, Naklada Ljevak, Zagreb, 2009
- Budućnost je ovdje, Svijet distopijskog filma, HFS, Zagreb, 2008
- Totalitarizam danas, Antibarbarus, Zagreb, 2008
- Diskurs terorizma, AGM, Zagreb, 2008
- Znakovi postmodernog grada, Jesenski i Turk, Zagreb, 2007
- Protiv političke korektnosti. Od Kramera do Laibacha, i natrag, Biblioteka XX. Vek, Beograd, 2007.

## Articles
- "Godot arrives in Sarajevo", The New York Times, février 2014 ;
- "It's the Libidinal Economy, stupid!", Al Jazeera, janvier 2014 ;
- "Why are the Balkans boiling again?", Al Jazeera, février 2014 ;
- "First World War: was Gavrilo Princip a terrorist or freedom fighter?", The Guardian, avril 2014 ;
- "Ukraine's fallen statues of Lenin", The Guardian, mars 2014 ;
- "Croatia - a sign of the rotten heart of Europe, The Guardian, décembre 2013 ;
- "Croatia - the latest member of the EU periphery", The Guardian, juillet 2013 ;
- "Welcome to the Desert of Transition", Monthly Review, mars 2012.